# 마초스
《마초스》(스페인어: Machos)는 2003년 방영된 칠레의 텔레노벨라이다.